# 鈴木玲子
鈴木 玲子（すずき れいこ、1961年4月 - ）は、日本の言語学者。専門は、ラオス語学、タイ語学。
東京外国語大学総合国際学研究院（言語文化部門・言語研究系）教授。

## 略歴
- 1986年3月  東京外国語大学外国語学部インドシナ語学科卒業
- 1989年3月  東京外国語大学大学院外国語学研究科アジア第三言語専攻修士課程修了
- 1996年3月  東京外国語大学大学院地域文化研究科博士後期課程中退
- 1996年4月  東京外国語大学外国語学部 講師
- 2001年4月  東京外国語大学外国語学部 助教授
- 2009年4月  東京外国語大学総合国際学研究院 教授

## 編著書
- 『CDエクスプレス・ラオス語』(共著) 、白水社 、2002年
- 『CDエクスプレス・タイ語』(共著) 、白水社 、2001年
- (分担執筆)「第10章：言語」、『ラオス概説』めこん、2003年

| スタブアイコン | サブスタブ | この項目は、まだ閲覧者の調べものの参照としては役立たない、人物に関連した書きかけの項目です。この項目を加筆・訂正などしてくださる協力者を求めています（P:人物伝/PJ:人物伝）。 |